# Puente metálico Tilama
El Puente metálico Tilama es un puente inaugurado en 1910, ubicado en la comuna de Los Vilos, región de Coquimbo y que sirvió en los servicios de ferrocarriles del longitudinal Norte, en su sección del trayecto interior. El puente sirve para el cruce del Estero Tilama que da nacimiento al Río Quilimarí.
Este puente sirvió para conectar a la estación Tilama con la estación Cristales. Luego del cierre de este trayecto del ferrocarril en la década de 1960, el terraplén fue transformado en la ruta D-37-E. En 2011 el puente es declarado Monumento histórico nacional.

## Historia
En el culmine de la guerra del Pacífico, existió una necesidad de tomar posesión de los amplios terrenos de la zona norte, esta necesidad incluía la ocupación militar, burocrática, explotación comercial (minera y agrícola) y el acercamiento al centro del país. La agricultura necesitaba vías para sacar sus productos desde los valles interiores hacia puertos y hacia el resto de Chile. En este contexto, el presidente José Manuel Balmaceda ordenó licitar el tramo del ferrocarril que iría desde Los Vilos hasta los poblados interiores de Illapel y Salamanca. Esta ruta contó con 8 estaciones y además con una serie de puentes y túneles que cruzaron la accidentada geografía del valle del Choapa.
Comenzado el siglo XX, la red Longitudinal Norte no era más que un conjunto de líneas aisladas, algunas en manos de privados y otras de carácter público. El ferrocarril que transitó por este puente significó grandes ventajas y facilidades comerciales, comunicacionales, industriales y administrativas para Chile. La comunicación dio un gran paso en la integración nacional, pues el alambrado del servicio telegráfico avanzó junto a la vía férrea. De esta red destacaban el puente de dos tramos sobre el río Conchalí, el puente sobre el río Choapa y otro sobre el río Illapel. 
La pendiente del sector fue otro factor que supuso un desafío para los ingenieros de la época. El Puente Metálico Tilama, constituye un vestigio de la red ferroviaria de la época. La tecnología utilizada en su construcción, basada principalmente en el uso de piedra y metal, actualmente se encuentra en desuso. Paralelamente, su valor patrimonial histórico se ve incrementado por ser parte de un trazado que se diseñó siguiendo la ruta de acceso de Diego de Almagro en su ingreso a Chile. Este puente junto con los otros vestigios de la Red Longitudinal Norte, constituyen hoy elementos en la conformación de la identidad de las comunidades ubicadas en torno al puerto de Los Vilos.
El puente fue inaugurado en 1910 con la presencia del presidente Ramón Barros Luco.
Por medio del Decreto 127 de 2011 del Ministerio de Educación el puente, junto con otras obras de arte ubicadas próximas a él, fue declarado Monumento histórico nacional debido a la solicitud del alcalde de la comuna de Los Vilos de la época, además de su valor histórico, arqueológico y arquitectónico.
En junio de 2012 se aprueba un fondo para restaurar los monumentos históricos de la zona, sin embargo para 2018 se denunció que los trabajos tomaron más de la cuenta ya que dejó los trabajos de restauración a medio terminar.

## Descripción
Es un puente de armadura metálica ubicado en la geográficamente en Coquimbo, valle del Choapa, Los vilos, en el kilómetro 38.4 de la ruta D-37 E Illapel-Tilama. el puente se encuentra cercano a la salida norte de la antigua estación de ferrocarriles de Tilama, y al sur de la estación Cristales. Tanto las vías como las estaciones fueron removidas a mediados del siglo XX para dar paso a un camino vehicular.
El puente tiene 60 metros de longitud, y su armazón es metálico mecano. El puente sirve para el cruce del Estero Tilama que da nacimiento al Río Quilimarí.